# 펜더

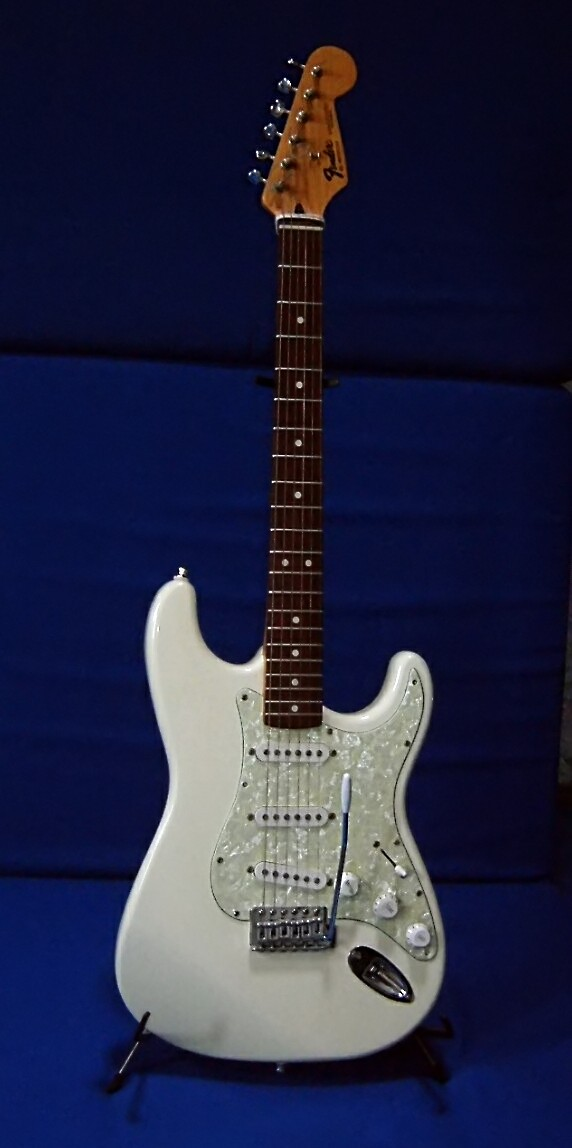
펜더 스트라토캐스터

펜더 악기 회사(Fender Musical Instruments Corporation)는 미국의 기타, 베이스, 앰프 등 악기 제조 업체이다.
초기에는 소량의 커스텀 방식으로 생산하였으나, 다양한 계층의 수요와 물량을 소화하기 위하여 생산 라인업을 대형화 & 세분화시켰다. 현재 깁슨등과 함께 최고의 기타메이커로 널리 알려져있다. 중저가형 펜더는 주로 인도네시아, 멕시코등에서 만들고, 고가형의 펜더는 미국 캘리포니아주에서 만든다. 일본 펜더는 미국의 펜더와는 별개의 회사이다. 주요 모델로는 스트라토캐스터, 텔레캐스터, 재규어, 머스탱, 프리시전베이스, 재즈베이스 등과 유명 뮤지션들의 시그네처모델과 트리뷰트 시리즈들이 있다. 한국 수입처는 (주)기타네트이다.

## 역사
펜더의 창립자는 레오 펜더(Leo Fender)이다. 그는 1909년 8월 10일 한 농가의 헛간에서 태어났다. 어릴적부터 전기제품을 만지는 것을 좋아했고 8살 즈음에는 피아노와 색소폰을 배우며 악기에 관심을 두었다. 고등학교에 들어간 레오 펜더는 라디오 제작에 열을 올렸는데 이때부터 그의 전기공학에 대한 지식은 늘어만 갔다. 1928년 레오 펜더는 고등학교를 졸업하고 플라튼 주니어 단과대학에 입학했다. 여기서 그는 상경계열을 전공해 경리 실무를 익혔으나 학과공부 보다는 자신의 집에서 라디오 수리를 하는 것에 더 큰 재미를 가지고 있었다.
1934년에 레오 펜더는 결혼을 함과 동시에 회계사로 취업이 되어 캘리포니아 주에 서 일했지만 경리 업무에 염증을 느껴 다시 플라튼으로와 평소 자신이 좋아 하던 라디오 수리점을 열었다. '펜더 라디오 서비스'라는 이름의 이 상점은 레오의 뛰어난 라디오수리 실력 덕분에 개업한지 불과 얼마만에 인근에선 가장 알아주는 라디오 수리점으로 알려지게 되었다. 이처럼 사업이 순조롭게 확장 되자 레오 펜더는 1940년경 사업규모를 확장하고 소리에 관련된 모든 전기제품을 취급하기 시작했다.
펜더 라디오 서비스의 소문은 음악인들에게도 퍼져 몇몇 연주자들은 자신이 사용하던 기타를 개량해 달라고 그에게 가져오기도 하였는데, 어느 날 샌디에고에서 온 고객의 부탁으로 펜더는 어쿠스틱 기타를 일렉트릭 기타로 개조하는 작업에 착수했다. 그는 T형 포드의 고물에서 떼어낸 마그네틱을 사용해 픽업을 만들어냈던 것이다. 그가 만든 최초의 픽업은 각각의 현에 개별적인 마그네틱을 배치한 것으로 이후 펜더 텔레캐스터(Fender Telecaster)에 사용된 것과 같은 형태이다. 이후 레오 펜더는 1942~43년 즈음에 생애 최초의 일렉트릭 기타를 독자적으로 만들어냈는데 사람들은 후일 이것을 '라디오 샵 기타(Radio Shop Guitar)'라 고 불렀다. 1945년이 되자 레오 펜더는 기타와 앰프를 함께 만들기 시작했다.
레오는 도크와 함께 'K&F Manufacturing'이라는 회사를 설립해 스틸기타를 제조하기 시작하고 49년에는 '에스콰이어(Esquire )'라고 불리는 모델을 완성하였다. 이것은 1픽업의 모델이었고 50년 초에는 2픽업의 '브로드캐스터'라는 기타도 제작되었다. 브로드캐스터는 이후 단점을 보완하여 '텔레캐스터'란 모델로 발표되어 선풍적인 인기를 끌었다. 그러나 레오 펜더는 텔레캐스터에서 옥타브 튜닝의 조정기구나 픽업의 울림 등의 몇가지 문제점을 발견 하게 되었다.
펜더는 이에 대하여 텔레캐스터를 개량한다기 보다는 완전히 새로운 악기를 만들려고 했다. 이렇게 탄생한 일렉트릭 가타가 바로 펜더사 최고의 흥행 모델인 '펜더 스트라토캐스터(Fender Stratocaster)'이다. 이렇게 펜더의 대표적인 모델들이 50~60년대에 나오게 되었고 수많은 음악가들의 사랑을 받게된다. 특히 60년대 등장하여 음악계에 한획을 그은 전설적인 기타리스트인 지미 헨드릭스가 펜더 스트라토캐스터를 애용하며 명연주를 펼치자 덩달아 펜더사 기타의 인기는 상상을 초월하게 되었다.
1965년 건강이 악화된 창립자 레오 펜더는 펜더사를 미국의 방송사인 CBS에 넘기게 된다. CBS는 펜더사 악기의 생산을 늘려 많은 이익을 창출하기 위하여 여태까지의 소량 커스텀 생산방식을 버리고 생산 라인업을 대형화 & 세분화 시켜 일렉트릭 기타의 생산량을 늘리는 경영전략을 구사한다. 그러나 이러한 생산라인 확대는 펜더 기타의 질을 떨어뜨리게 되었고 점점 사람들의 외면을 받게되어 인기모델인 스트라토캐스터의 생산을 중단시킬만큼 경영상태가 나빠지게 되었다.
1980년대에 CBS가 경영에서 완전하게 손을 떼자, 펜더사는 다시한번 재도약하기 위하여 노력하게 된다. 마케팅 이사를 맡고있던 '댄 스미스(Dan Smith)'는 1982년애 빈티지 리이슈(Vintage Reissues) 프로젝트를 추진하여 CBS 인수이전인 50~60년대 사이에 인기를 끌었던 텔레캐스터와 스트라토캐스터를 재생산하도록 만든다. 특히 가장 인기가 좋았던 1957년과 1962년산 펜더 스트라토캐스터와 1952년산 펜더 텔레캐스터를 중점적으로 재상산하였는데 이러한 프로젝트는 대성공을 거두어 펜더사는 명성을 되찾게 된다.
이후 1985년엔 수작업으로 생산하는 고가형의 펜더기타를 생산하는 '커스텀 샵(Custom shop)'과 멕시코에서 생산하는 저가형 모델인 '스탠다드(Standard)'를 출시하여 다양한 소비층에게 일렉트릭 기타를 공급하게 된다. 특히 유명 음악가나 기타리스트들이 직접 기타의 디자인에 참여하거나 그들의 요구가 반영된 커스텀형 기타모델인 '시그네처(Signature)'와 유명 기타리스트들이 오랫동안 사용한 기타의 복각판인 '트리뷰트 시리즈(Tribute Series)'를 출시하여 많은 소비자들의 관심을 끌고있다.

## 제작 기타 종류
- 펜더 스트라토캐스터(Fender Stratocaster)

1954년에 발매되어 세 개의 싱글코일 픽업과 싱크로나이즈드 트레몰로 브릿지를 탑재하고 있는 것이 당시에는 화제가 되었다. 경쟁사인 깁슨(Gibson)의 인기모델인 레스폴(Les Paul)과 더불어 최고의 명기라 평가받는 스트라토캐스터는 60년대 이전까지 원피스인 바디 형태를 취하다가 62년형 빈티지 시리즈부터는 투피스 형태를 취하기 시작했다. 팬더 모델중에서도 최고의 명기로 자타가 공인하는 빈티지 시리즈는 크게 화이트, 블랙, 투톤썬버스트 (2TS) 등 3 종류 타입으로 나누어지면서 57년과 62년형 스트라토캐스터가 특히 유명하다. 최근에는 2 개의 싱글코일 픽업과, 더블코일 (험버커)를 탑재한 기타들도 생산된다. 타사에서 발매되는 같은 모양의 기타를 '스트랫 (Strat)'이라고 부른다.
- 펜더 텔레캐스터

1952년에 발매. 초기 컨트리 연주자들이 리드기타로 애용했으나, 개성이 강한 사운드와 컨트롤이 어려운 사운드 특성을 지니고 있다.
- 펜더 재즈마스터, 재규어

펜더의 실험작으로 지나치게 어려운 컨트롤부와 짦은 서스테인이 특징이다.
- 펜더 프레시전 베이스, 재즈 베이스

일렉트릭 베이스의 역사를 연 모델들로 초창기 수많은 연주자들의 사랑을 받았다.

## 펜더 시리즈
- 스콰이어 (Squier)

인도네시아, 중국에서 만들어지는 저가 생산라인. 실제 펜더라인의 컨셉과는 다르게 출시된다. 화려한 그래픽 디자인이나 정통에서 약간 벗어난 컨셉, 미니 기타 등으로 초급자나 여성층을 노리는 제품을 다수 내놓고 있다. 저가형 모델이기에 고가형의 펜더 브랜드와 차별하기 위하여 스콰이어란 네임을 사용중이다.
- 펜더 멕시코 (Fender Mexico)

멕시코의 엔세나다 공장에서 생산되는 펜더. 오리지널 펜더의 이미지를 유지하면서 보급형 저가모델의 생산을 맡고 있다. 주로 중저가형 모델인 주로 신형 모델을 생산하며 스탠다드(Standard)시리즈도 생산하고 있다. 환경법이 미국보다 느슨한 멕시코에서 생산되기에 기타에 입히는 도료의 선택의 폭이 넓어 다양한 형태의 기타를 생산중이다.
- 펜더 재팬(Fender Japen)

1980년경 일본의 판매업체인 칸다 쇼카이 (Kanda Shokai)와 야마노 뮤직 (Yamano Music)과의 협상을 거쳐 1982년 3월에 설립된 펜더 재팬 (Fender Japan)에서 만들어지는 모델. 오리지널 펜더사가 38퍼센트의 주식을 갖고 6명의 이사회에서 3인을 가지며 모든 제품에 대한 라이센스를 가지는 조건으로 펜더 재팬이 설립되었다. 생산은 아이바네즈 기타의 생산회사로 유명한 후지겐 악기 (Fujigen Gakki)가 담당하게 되었다. 현재는 현재 경영권이 일본 악기 회사인 Greco로 넘어갔기 때문에, 엄연히 말하면 미국의 오리지널 펜더사와는 독립된 별개의 펜더 제조회사이다.
1980년대 펜더사의 빈티지 리이슈 프로젝트를 통하여 만들어지는 텔레캐스터와 스트라토캐스터 모델들이 펜더 재팬의 공장에서도 만들어지게 되었는데, 미국쪽의 공장보다 먼저 만들어짐과 동시에 품질도 좋은편이라 많은 인기를 얻게 되었다. 1980년대 중반 오리지널 펜더는 회사내부 사정으로 빈티지 모델의 기타생산이 늦게 이루어지게 되었다. 그러나 이때 수입된 질좋은 펜더 재팬의 기타들이 인기몰이를 한 것이다.
현재 펜더 재팬의 기타들은 미국과 유럽으로 수출되지는 않지만, 높은 품질로 인해 중고 악기 시장에 일제 펜더들이 간간히 눈에 띄고, 특히나 스트라토캐스터는 구매 요구가 가장 많은 편이라고 한다.
- 펜더 아메리칸 (Fender American)

펜더의 오리지널 스텐다드 라인업. 미국에서 처음 세워진 펜더를 대표하는 모델로, 미국의 코로나 공장에서 생산되고 있다. 리이슈 텔레캐스터나 스트로토캐스터등 고가의 펜더 일렉트릭 기타들은 여기서 생산된다.
- 펜터 커스텀 샵 (Fender Custom Shop)

특별한 퀄리티의 펜더 기타가 생산되는 라인. 낡아보이는 외형 처리한 모델을 주로 생산하여 빈티지 기타의 느낌을 주는 모델(레릭 Relic)이 주를 이룬다. 그외에 아티스트들의 시그니쳐 모델들이 생산되기도 한다.
- MBS 시리즈 (Masterbuilt Series, MBS)

Masterbuilt의 약자. 기타제작의 장인들이 자신의 이름을 걸고 만들어 내는 수제품 모델. 장인의 개성에 따라 최상급의 질을 지닌 다양한 사양의 모델들이 생산되며, 한정 생산되기에 가격이 매우 비싸다.
- 트리뷰트 & 시그네처 모델 (Tribute, Signature Series)

'시그네처(Signature)' 모델은 트리뷰트 모델은 유명 음악가나 기타리스트들이 직접 기타의 디자인에 참여하거나 그들의 요구가 반영된 커스텀형 기타를 가리키며, '트리뷰트 시리즈(Tribute Series)'는 유명 기타리스트들이 오랫동안 사용한 기타의 완벽하게 복제한 복각판이다. 세계적인 기타리스트인 제프 벡과 잉베이 맘스틴, 에릭 클랩튼이 오랫동안 사용해온 기타들이 트리뷰트 시리즈로 만들어졌는데, 특히 에릭 클랩튼이 1956년 여러 가지 펜더 스트라토캐스터의 부품들을 조합하여 만든 수제기타인 '블랙키 (Blackkie)'의 트리뷰트 & 시그네처 모델이 매우 유명하다. 블랙키의 트리뷰트 시리즈는 2006년에 2,000만원이 넘는 가격으로 275대 한정판매되었지만 7시간만에 매진되는 진기록을 만들기도 하였다.